# Ostrov Alexandra I.
Ostrov Alexandra I. nebo Alexandrův ostrov či země Alexandra I. je největší ostrov (49 070 km²) v Jižním oceánu u pobřeží Antarktidy, západně od Antarktického poloostrova, od kterého je oddělen průlivem krále Jiřího VI. Ostrov se nachází v Bellingshausenově moři.

## Historie
Alexandrův ostrov byl objeven 28. ledna 1821 ruskou expedicí pod vedením Fabiana von Bellingshausena, který ho pojmenoval jako zem Alexandra I. po ruském caru Alexandrovi I.